# Nancy Yao
Nancy Yao natural de Valencia es una actriz española nacida el 1 de agosto de 1985.

## Biografía
Aunque nació en Valencia, los orígenes familiares son taiwaneses. Desde muy pequeña, Nancy se interesó por el mundo de la actuación, ya que su padre, Kuo Kuang Yao, es actor.
Nancy se mudó a Madrid en 2005 para iniciar su carrera artística. Después de trabajar con pequeños papeles en algunas de las más conocidas series de televisión españolas (como Hospital Central, Física o Química o Águila Roja), en 2010 le surgió una oportunidad para su carrera; aceptó el papel de actriz en la miniserie Tormenta, del cineasta catalán Daniel Calparsoro, en la que ejerció de Xian, una joven española de origen oriental. En 2013 participó en la serie de Antena 3 Vive cantando en la que interpreta a Lola.
Está muy vinculada al mundo de los videojuegos y los juegos de mesa, tiene un blog dedicado a ambos y además colabora con el canal Análisis-Parálisis en su papel de side-kick. El programa dedicado a los juegos de mesa.
Los idiomas que habla son el español, el chino, el inglés, el francés, el valenciano, el japonés y el gallego.
Actualmente está en la serie El Faro, emitida en las autonómicas

## Vida personal
Mantiene una relación sentimental con Sergio Vaquero desde el año 2004.

## Filmografía
- Diumenge, paella (2020) Lian
- O Faro (2015) Feng
- Open Windows (2013)
- Vive cantando (2013) Lola
- Tormenta (2013) (miniserie) Xian
- Hospital Central (2012) Lai
- Águila Roja (2011) Yan
- Otousan (2010) Moe - Dirigido por Sergio Vaquero
- Museo Coconut (2010) Cho
- La que se avecina (2010) Tomoko
- Los Exitosos Pells (2009) Lingpi
- Duelo patológico (2010) Melissa - Dirigido por Sergio Vaquero
- ¡A ver si llego! (2009) Consejera
- Hospital Central (2009) Elena
- Similo (2009) Marvin - Dirigido por Zacarias y Macgregor
- Física o química (2008) Xiao-Mei
- Texto XII (2007) Rita - Dirigido por Sergio Vaquero
- Aniki (2007) Torturadora - Dirigido por Sergio Vaquero

## Otros
- Imagen de Faith: Videojuego Mirror's Edge, Electronic Arts
- Calendario - Eugenio Recuenco
- In Réquiem - Rebeca Saray